# Сила опасности
Сила Опасности (енгл. Danger Force) америчка је комедиона телевизијска серија која је премијерно приказана на Nickelodeon-у 28. марта 2020. године. Ово представља спиноф серије Хенри Опасност, из које су се у главне улоге вратили Купер Барнс (Реј) и Мајкл Коен (Швоз), а поред њих главну глумачку поставу чине и Хаван Флорес (Чапа), Теренс Литл Гарденхај (Мајлс), Дејна Хит (Мика) и Лука Лухан (Боуз). Серија приказује Реја и Швоза који држе „Свелвјуошку академију за надарене”, како би обуздали моћи четворо младих суперхероја и научили их борби против криминала.

## Улоге
| Улога                         | Глумац                                | Српски глас                                 |
| ----------------------------- | ------------------------------------- | ------------------------------------------- |
| Мика Маклин / Вриска          | Дејна Хит                             | Јана Пауновић                               |
| Мајлс Маклин / Дух            | Теренс Литл Гарденхај                 | Марко Ћурчић                                |
| Боуз О'Брајан / Лумен         | Лука Лухан                            | Иван Павличић                               |
| Чапа Де Силва / Волта         | Хаван Флорес                          | Анђела Џаферовић                            |
| Реј Манчестер / Капетан Мен   | Купер Барнс                           | Стеван Пиале                                |
| Швоз Шварц                    | Мајкл Коен                            | Бојан Хлишћ                                 |
| Мери Гаперман                 | Кари Барет                            | Милена Моравчевић                           |
| Трент Оверандер               | Винстон Стори                         | Милош Дашић                                 |
| Бебац                         | Бен Жиру                              | Марко Марковић                              |
| Хенри Харт                    | Џејс Норман                           | Алекса Станиловић                           |
| Херман Маклин                 | Антонио Д. Чарити                     | Марко Марковић                              |
| Анђела Маклин                 | Накија Бариз                          | Снежана Нешковић                            |
| Заменик градоначелника Вилард | Тимоти Бренен                         | Марко Марковић                              |
| Силија О'Брајан               | Сиобан Марфи                          | Марија Стокић                               |
| Диди Волнат                   | Дајна Дули                            | Ања Орељ                                    |
| Алехандро Де Силва            | Гиљермо Рубио                         | Лако Николић                                |
| Алехандра Де Силва            | Анџела Хувер                          | Јована Цавнић                               |
| Сејџ Де Силва                 | Кајла Корал                           | Мина Ивановић                               |
| Шарона Шејпен                 | Џил Бенџамин                          | Јована Цавнић                               |
| Кортни                        | Моник Буријас Ши                      | Ања Орељ                                    |
| Чудовиште ковчег              | Пиклс Сениор                          |                                             |
| Надвојвода Фернандо           | Џо Жилет                              | Милан Тубић                                 |
| Џеф Вилски                    | Рајан Грасмејер                       | Милан Антонић                               |
| Френкини                      | Френки Гранде                         | Немања Живковић                             |
| Менди                         | Тори Кит                              |                                             |
| Дрекс Стинклбом               | Томи Вокер                            | Милан Тубић                                 |
| Рик Твитлер                   | Дејвид Блу                            | Бранислав Јевтић                            |
| Гумер                         | Зоран Кораћ                           | Милош Дашић                                 |
| Др Мињак                      | Мајк Остроски                         | Марко Марковић                              |
| Брајан Бендер                 | Џонатан Чејс                          |                                             |
| Крампус                       | Курт Квин                             |                                             |
| Френ                          | Лесли Корејн                          |                                             |
| Тата Поздравчић               | Харисон Вајт                          | Бора Ненић                                  |
| Мама Поздравчић               | Брукс Ен Хејз                         | Сања Пешић                                  |
| Мич Билски                    | Ендру Колдвел                         | Милош Дашић                                 |
| Господин Мен                  | Керби Џо Граб                         | Бранислав Јевтић                            |
| Ким Данверс                   | Ким Шервуд                            | Јована Цавнић                               |
| Реџина "Џек" Шишачица         | Џес Нурс                              | Снежана Нешковић                            |
| Перси                         | Јакоб Фари                            | Томислав Божовић                            |
| Миријам                       | Глори Џој Роуз                        | Ивона Рамбосек                              |
| Тилда                         | Кортни Хокинс                         | Снежана Нешковић                            |
| Бади Фаџерс / Лил Дајнамајт   | Мичел Берг                            | Виктор Мајер (дете) Марко Јакшић (тинејџер) |
| Судија Тути                   | Капри Лад                             | Дана Барбара                                |
| Мали адвокат                  | Бемџамин Маки                         | Виктор Мајер                                |
| Леј-Леј                       | Зове се Леј-Леј                       | Ивона Аливојводић                           |
| Глерп                         | Грејс Лу                              | Ирина Арсенијевић                           |
| Начелник Мелверп Кортеншорц   | Ситара Фалком                         | Немања Вановић                              |
| Полицајка Лејси               | Бријана Кенеди                        | Јована Цавнић                               |
| Мајор Згодна                  | Нида Куршид                           | Ања Орељ                                    |
| Меди                          | Габријела Невае Грин                  | Јована Васић                                |
| Мама Шварц                    | Лиса Шурга                            | Софија Јуричан                              |
| Трејси426                     | Криција Бајос                         | Јована Цавнић                               |
| Клон Крис Харт                | Кели Саливан                          | Михаела Стаменковић                         |
| Присила                       | Јоланда Сноубал                       | Михаела Стаменковић                         |
| Великобради                   | Бен Дјукс                             | Александар Глигорић                         |
| Лилит                         | Даире Меклауд                         | Ивана Тењовић                               |
| Гасни кловн                   | Дерек Граф                            | Александар Глигорић                         |
| Чапин мобилни                 |                                       | Ђурђина Радић                               |
| Карди Би                      | Карди Би                              | Михаела Стаменковић                         |
| Др Сплин                      | Морган Питер Браун                    | Томаш Сарић                                 |
| Мама                          | Стејси Прајс                          | Ивана Тењовић                               |
| Број 1 / Број 20              | Роберт Дил (лик) Тод Хаберкорн (глас) | Лако Николић                                |
| Синди                         | Алиша Тејлор Томаско                  | Маријана Живановић                          |
| Креденца Фаџерс               | Шерил Тексјера Хејли Макарти (С3Е3)   | Ђурђина Радић Маријана Живановић (С3Е3)     |
| Блејн Киркпатрик              | Данте Лухан                           | Виктор Влајић                               |
| Згодни Сем                    | Рајан-Џејмс Хатанака                  | Милан Тубић                                 |
| Директор Стонкс               | Џеф Марлоу                            | Томаш Сарић                                 |
| Војвода Велингтон             | Џек Стантон                           | Виктор Мајер                                |
| Кал                           | Ник Г. Хантер                         | Марко Јакшић                                |
| Мелани                        | Џена Зи                               | Јована Васић                                |
| Сиси Кранз                    | Теши Томас                            | Јована Васић                                |
| Рикардо                       | Џејмс Толберт                         | Виктор Влајић                               |
| Беверли                       | Тејси Адамс                           | Милена Моравчевић                           |
| Мали Боби Вестић              | Грејсен Њутон                         | Виктор Мајер                                |
| Стејси                        | Џасмин Татјана Браун                  | TBA                                         |
| Симон                         | Џозефина Валентина Кларк              | TBA                                         |
| Шејла                         | Шанеј Кол                             | TBA                                         |
| Џордан                        | Рајан Хил                             | TBA                                         |
| Скар                          | Дејн Џејмисон Прајс                   | TBA                                         |
| Кенеди                        | Ешли Пуземис                          | TBA                                         |
| Ди-џеј Мелонхед               | Ентони Манау                          | TBA                                         |
| Члан Ћелије                   | Роберт Дил / Тод Хаберкорн            | TBA                                         |
| Број 17                       | Ерик Оде                              | TBA                                         |
| Број 1 / Број 18              | Џо Фоли                               | TBA                                         |
| Број 19                       | Си.Си. Тејлор                         | TBA                                         |
| Број 16                       | Ламар Вашингтон                       | TBA                                         |
| Наратор                       |                                       | Марија Стокић                               |
| Уводна песма                  |                                       | Дана Барбара                                |

## Епизоде
| Сезона | Сезона | Епизоде | Епизоде | Оригинално емитовање | Оригинално емитовање |
| Сезона | Сезона | Епизоде | Епизоде | Премијера            | Финале               |
| ------ | ------ | ------- | ------- | -------------------- | -------------------- |
|        | 1.     | 26      | 26      | 28. март 2020.       | 17. јул 2021.        |
|        | 2.     | 26      | 26      | 23. октобар 2021.    | 7. јул 2022.         |
|        | 3.     | 13      | 13      | 20. април 2023.      | 21. фебруар 2024.    |